# Tottel's Miscellany
Tottel's Miscellany is de gebruikelijke benaming voor een in 1557 verschenen werk dat werd uitgegeven onder de titel Songes and Sonettes. De benaming verwijst naar Richard Tottel (overleden in 1594), een Engels uitgever, die vanaf 1553 was gevestigd in Fleet Street, Londen. Hij gaf onder andere wetboeken uit, maar is vooral bekend gebleven door dit later naar hem genoemde werk.
Tottel's Miscellany was de eerste bloemlezing van gedichten die in het Engels verscheen en die nieuwe uit Italië afkomstige versvormen zoals de canzone en het sonnet introduceerde aan het Engelse lezerspubliek. Het werk bevatte onder andere vertalingen van Italiaanse dichters, met name Petrarca, en van diens Engelse navolgers en de hierin voor het eerst gepubliceerde werken van de befaamde dichters Henry Howard en Thomas Wyatt. 

Het werk genoot een grote populariteit en was alom bekend. William Shakespeare verwees ernaar in zijn stuk The Merry Wives of Windsor. In 1565 verscheen een wijdverspreide herdruk.
Ander werk dat werd uitgegeven door Richard Tottel omvat onder meer Dialoge of Comfort against Tribulacion en Utopia van Thomas More, The Fall of Princes van John Lydgate en vertalingen door Surrey van de Aeneis van Vergilius.